# Islands hetfläck

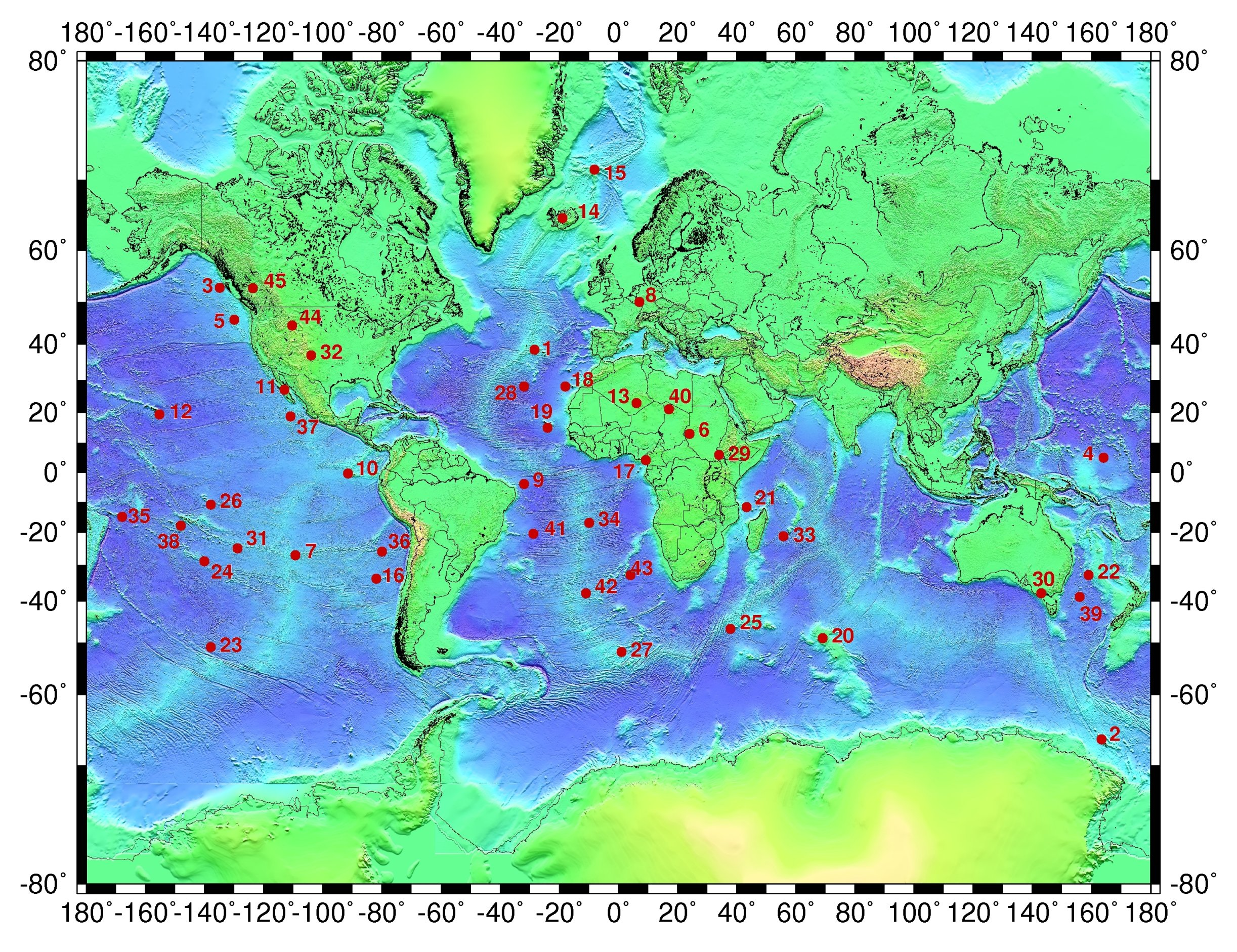
Islands hetfläck är markerad 14 på kartan.

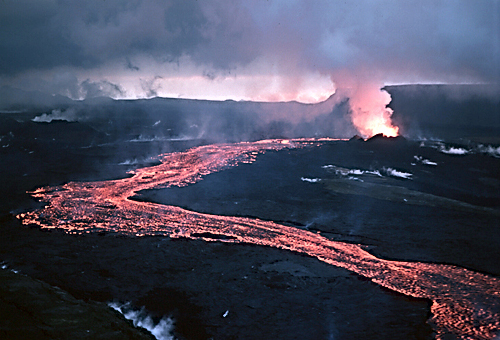
Utbrott vid Krafla, 1984

Aktiva vulkanområden på Island

Islands hetfläck är en hetfläck som delvis är ansvarig för den höga vulkaniska aktivitet som bildat ön Island.

## Beskrivning
Island är ett av de mest aktiva vulkanområdena i världen, med utbrott i genomsnitt ungefär vart tredje år (under 1900-talet var det 39 vulkanutbrott på och runt Island). Ungefär en tredjedel av de basaltiska lavorna som utbrutits har kommit från isländska utbrott. Noterbara utbrott är bland annat Eldgjá, en spricka av Katla, år 934 (världens största basaltutbrott någonsin bevittnat), Laki 1783 (världens näst största) och flera utbrott under iskapslar, som har skapat förödande glaciärbrott, mest nyligen under Eyjafjallajökulls utbrott 2010.
Islands läge ligger mitt på den plats i Atlanten, där de eurasiska och nordamerikanska kontinentalplattorna rör sig ifrån varandra, och är således ansvarigt för denna intensiva vulkanaktivitet, Förutom att vara en region med högre temperatur än omgivningen, antas Island ha en högre koncentration av vatten. Närvaron av vatten i magma minskar smälttemperaturen, vilket också kan spela en roll för att förbättra isländsk vulkanism.

## Teorier om orsakssamband
Det pågår en diskussion om huruvida hetfläcken orsakas av en djup mantelplym eller härstammar på ett mycket grundare djup. Nyligen har studier av seismisk tomografi hittat seismiska våghastighetsavvikelser under Island, i överensstämmelse med en varm ledning 100 km över nedre mantelplymen.
Geologer har ifrågasatt om Islands hetfläck har samma ursprung som andra hetfläckar, bland annat Hawaiis hetfläck. Medan den Hawaiis ökedja och dess tillhörande bergskedja visar en tydlig vulkanbana som orsakas av rörelsen av stillahavsplattan vid Hawaiis hetfläck, kan inget sådant spår ses på Island.
Det ryktas att linjen från vulkanen Grímsvötn till Surtsey visar rörelsemönstret av den eurasiska kontinentalplattan, och linjen från Grímsvötn vulkan till Reykjanes vulkanbälte visar rörelsemönstret av den nordamerikanska kontinentalplattan.